# 숫잔대아과
숫잔대아과(---亞科, 학명: Lobelioideae 로벨리오이데아이[*])는 초롱꽃과의 아과이다. 29개 속에 약 1200여 종을 포함하고 있다. 가장 큰 속은 숫잔대속(Lobelia), Siphocampylus, Centropogon, Burmeistera, Cyanea 등이다.
다년생 식물이고 일부는 일년생 식물이며, 초본식물에서 작은 나무까지 있다. 대부분의 종들은 열대 지방에 분포하지만, 이 아과 전체는 거의 전 세계적으로 발견되고, 북극 지방과 중앙아시아 그리고 근동에서만은 발견되지 않는다. 이 아과는 이전에는 숫잔대과(Lobeliaceae)로 분류하였고, 포함되는 종들이 현재와는 조금 다르다.

## 하위 분류
- 숫잔대속(Lobelia Plum. ex L.)
- Brighamia A.Gray
- Burmeistera H.Karst. & Triana
- Centropogon C.Presl
- Clermontia Gaudich.
- Cyanea Gaudich.
- Delissea Gaudich.
- Dialypetalum Benth.
- Diastatea Scheidw.
- Dielsantha E.Wimm.
- Downingia Torr.
- Grammatotheca C.Presl
- Heterotoma Zucc.
- Hippobroma G.Don
- Howellia A.Gray
- Isotoma (R.Br.) Lindl.
- Legenere McVaugh
- Lithotoma E.B.Knox
- Lysipomia Kunth
- Monopsis Salisb.
- Palmerella A.Gray
- Porterella Torr.
- Ruthiella Steenis
- Sclerotheca A.DC.
- Siphocampylus Pohl
- Solenopsis C.Presl
- Trematolobelia Zahlbr. ex Rock
- Unigenes E.Wimm.
- Wimmeranthus Rzed.
- Wimmerella Serra, M.B.Crespo & Lammers